# Drácula, de Bram Stoker
Drácula, de Bram Stoker (título original en inglés, Bram Stoker's Dracula) es una película estadounidense de terror y romance estrenada en 1992. Dirigida por Francis Ford Coppola y producida por Columbia Pictures; el guion de la cinta fue escrito por James V. Hart basándose en la novela Drácula de Bram Stoker. La película fue protagonizada por Gary Oldman, Winona Ryder, Keanu Reeves y Antony Hopkins. La banda sonora corrió a cargo de Wojciech Kilar, excepto el tema final «Love Song for a Vampire», que fue compuesto por Annie Lennox. Tuvo un presupuesto de 40 millones de dólares, una cantidad extraordinaria para una película de terror (género que en aquellos momentos no estaba de moda y que se solía rodar con presupuestos muy modestos). La película tuvo una buena acogida por el público y consiguió 215 862 692 dólares en todo el mundo, hecho que significó el retorno al éxito de Francis Ford Coppola y de su productora cinematográfica American Zoetrope. En la 65.ª ceremonia de entrega de los Premios Óscar la película obtuvo tres premios en la categoría a Mejor diseño de vestuario para Eiko Ishioka, Mejor edición de sonido para Tom C. McCarthy y David E. Stone y por último a Mejor Maquillaje para Greg Cannom, Michèle Burke y Matthew W. Mungle.

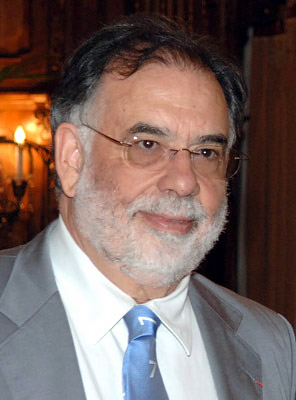
Francis Ford Coppola, director de la película

## Sinopsis
En 1897, a finales del siglo XIX, Jonathan Harker, recientemente recibido como abogado, debe viajar hasta Transilvania para que el Conde Drácula firme unos papeles referentes a unas propiedades que acaba de adquirir en Londres. El problema es que el conde no es quien dice ser: en realidad, es el mítico príncipe rumano Vlad Tepes, ferviente caballero de la Orden del Dragón, que se transformó en "vampiro humano" una vez que reveló toda su ira contra Dios y renunció a él, luego que el ejército turco, con la falsa noticia de su muerte en batalla, empujara al suicidio a su novia la princesa Elizabetha, el gran amor de su vida, y se tiñeran con su sangre y lágrimas las aguas del río Arges, a las que se arrojó. Extrañamente, la novia de Harker, Mina Murray, pasaría a ser la viva reencarnación de la princesa rumana cuatrocientos años después. Por esa razón, Drácula decide viajar hasta la capital británica para conquistarla, para mantener fuera del juego a Harker, sus novias le chupan sangre, lo suficiente para debilitarlo sin matarlo; Dracula, ya en Londres, muerde y toma como sierva a Lucy Westenra, amiga de Mina, y que cuenta con sus dos antiguos pretendientes: Quincey Morris y el Dr. Jack Seward, y con su prometido: Arthur Holmwood, Seward no entiende el porqué de la pérdida de sangre de Lucy y llama a su antiguo mentor: Abraham van Helsing, quien de inmediato deduce, sin confirmarlo, que un vampiro los asedia.
Mientras tanto, Mina, luego de conocer a Dracula, quien se presenta con muy buen aspecto ante ella, accede a tener un romance furtivo con el misterioso príncipe rumano, para lo cual tendrá que luchar entre las fuerzas del bien y del mal, antes que el amor inmortal que existía entre ambos logre triunfar finalmente, lucha que comienza después que Jonathan escapa del castillo y se refugia en un monasterio, desde el cual escribe a Mina, pidiéndole que se embarque a Rumania y que se case con él en el monasterio, ella acude muy a su pesar ya que no quiere dejar a Lucy, quien esta cada vez peor, y deja a una nota al conde para despedirse de él, éste, entre lágrimas decide matar a Lucy y la convierte en vampiro, y es cuando Van Helsing confirma que se trata de Dracula.
Morris, Seward, Holmwood y Van Helsing bajan a la cripta donde se encuentra el cuerpo de Lucy para encontrar que ha resucitado y convertido en vampiro, Van Helsing la retiene enseñándole una cruz, Holmwood le estaca el corazón y Van Helsing le corta la cabeza. Tras regresar a Londres con Mina, Harker le dice a Van Helsing que pueden atrapar a Dracula en la abadía Carfax, la propiedad que el mismo Harker le vendió, y donde encuentran al llegar varias cajas con tierra de Transilvania, en las que Dracula puede recuperar su poder, Seward esconde a Mina en el manicomio Carfax, que esta a su cargo, y donde se encuentra el Sr. Renfield, quien había ido a Transilvania a ver al conde y regresó enloquecido, el conde mata a Renfield por haber avisado a Mina sobre el peligro al que estaba expuesta, pero después se le aparece a Mina, confirmando ser el asesino de Lucy, Mina lo repudia al principio pero al final termina admitiendo su amor, Dracula entonces la hace tomar su sangre para hacerla su novia, pero debe escapar cuando Van Helsing y los cazadores llegan a matarlo.
El grupo viaja a Rumania en tren, a través de Europa, mientras Dracula regresa al castillo por mar, dentro de su última caja con tierra de Transilvania; ya que puede leer la mente de mina puede evadirlos para ser escoltado por sus gitanos guerreros, entonces se dividen en dos grupos, Van Helsing y Mina van hacia el paso "Borgo", directo al castillo mientras Harker y los cazadores se dirigen al puerto de Galatz, donde no logran llegar a tiempo, pero comienzan la persecución a caballo, Mina se trastorna cuando las novias de Dracula aparecen para matar a Van Helsing, incluso Mina lo seduce para intentar morderlo, pero él la hace tener contacto con una hostia sagrada, lo que la calma, en la noche, Van Helsing, con un kukri en las manos le corta la cabeza a las novias.
Al atardecer, los gitanos, con el Conde aún dentro de la caja se acercan al castillo, perseguidos por Harker, Morris, Holmwood y Seward, quienes habían llevado también perros de presa, Morris con un Winchester, y Harker y Holmwood con revólveres Webley abaten a varios gitanos, hasta que llegan todos al castillo donde los cazadores se baten, sable en mano, contra los gitanos, uno hiere gravemente a Morris mientras Mina intenta alcanzarlos, cuando el sol se pone completamente, el conde sale de la caja y es herido por Harker y Morris, lo suficiente para darle muerte, pero será Mina la que decida el desenlace final, mientras, Morris muere en brazos de Seward, ante el pesar de todos, incluso Van Helsing.
En la misma capilla en la que renunció a Dios en 1462, Dracula se encuentra moribundo, y vuelve a su aspecto normal, pidiéndole a Mina que le de muerte para tener paz, ella lo remata con el cuchillo de Morris y le corta la cabeza, en ese momento ella es liberada de la maldición y ve un fresco de Dracula con la princesa Elizabetha iluminándose, simbolizando que se han reunido al fin en el cielo. 

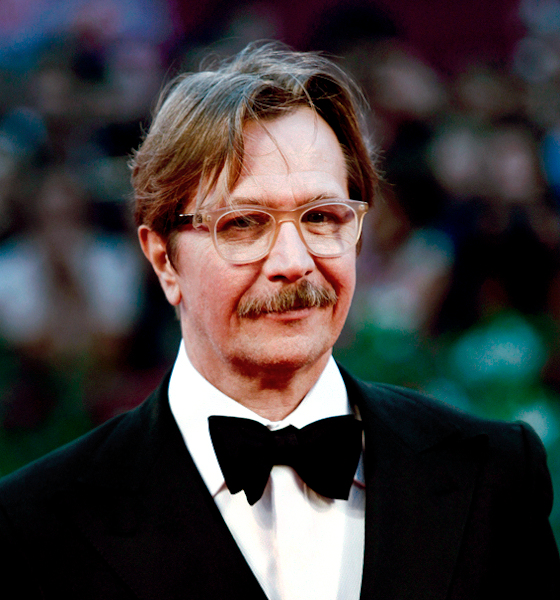
Gary Oldman

## Reparto
- Gary Oldman como el Conde Drácula:[22] Caballero rumano de la Orden del Dragón. A lo largo de la película el personaje muestra su faceta como guerrero despiadado, como un anciano conde y como un caballero romántico. Se dice que el actor estudió los diálogos de tal manera que, si olvidaba una frase, quería repetir toda la escena para poder plasmar todo el diálogo. Leyó la novela y ensayaba con un tono pavoroso para el Drácula anciano, dándole un toque más terrorífico al personaje. Sus maquilladores tardaban cinco horas para conseguir el físico del conde.
- Winona Ryder como Mina Murray: También representa a Elizabeth la esposa del Conde, quien se suicida creyéndole muerto y desencadena los acontecimientos posteriores. Mina es la prometida y luego esposa de Jonathan Harker y amiga de Lucy Westenra. Mientras que en la novela Mina es una mujer muy hermosa, decente, responsable y fiel, en la película ella es también bellísima, pero infiel, pues tiene un romance con el conde Drácula mientras su marido ha logrado huir del castillo de Drácula y aún no regresa de Transilvania. La actriz tuvo que dejarse melena y adelgazar cuatro kilos para interpretar tanto a Mina como a Elizabeth, la mujer de Drácula que se suicidó cuatrocientos años antes.
- Keanu Reeves como Jonathan Harker: Joven abogado inglés que debe viajar a Transilvania para reunirse con el conde y terminar los documentos de la adquisición de un terreno por parte de éste que Renfield dejó incompletos al enloquecer. Papel rechazado inicialmente por Johnny Depp, se consideró para el personaje a Brad Pitt, pero la amistad de Keanu Reeves con el director ayudó a que fuera escogido para el papel. Fue esta película la que le lanzó a la fama y muchos dicen que la caracterización del actor es muy parecida al Dr. Jonathan Harker de la novela.
- Sadie Frost como Lucy Westenra: Amiga de la infancia de Mina Murray. Es víctima del conde cuando este llega a la ciudad y la muerde en reiteradas ocasiones valiéndose de la seducción e hipnosis para ello. A lo largo de la película, se va mostrando su transformación poco a poco de mujer de alta sociedad algo coqueta a vampira lujuriosa sedienta de sangre.
- Richard E. Grant como Dr. John Seward, médico psiquiatra, amigo y antiguo pretendiente de Lucy, director de un hospital psiquiátrico en el que está internado Renfield.
- Cary Elwes como Sir Arthur Holmwood, prometido de Lucy.
- Billy Campbell como Quincey Morris, amigo estadounidense, de Texas, y antiguo pretendiente de Lucy.
- Anthony Hopkins como el Profesor y Dr. Abraham van Helsing: Médico, abogado, filósofo, escritor y director neerlandés. Para el papel del viejo doctor especializado en vampiros y otras criaturas extrañas se pensó en Liam Neeson, pero cuando éste se enteró de que su admirado Anthony Hopkins estaba interesado, decidió cederle el papel. Esta interpretación va más allá de lo que propone la novela: un personaje más loco que cuerdo, con una inteligencia brillante. Como curiosidad, cabe destacar que el actor estudió alemán para conseguir el acento de su personaje. El actor es quien sirve como narrador e hizo también el papel del sacerdote que hizo enfurecer al conde al decirle que el alma de Elizabeth está condenada por haberse suicidado.
- Tom Waits como Renfield, el loco interno del manicomio del Dr. John Seward.
- Jay Robinson como Sr. Peter Hawkins.
- Monica Bellucci como Elizabeth, novia de Drácula que se termina suicidando pensando que su prometido había muerto.
- Michaela Bercu como novia de Drácula.
- Florina Kendrick como novia de Drácula.

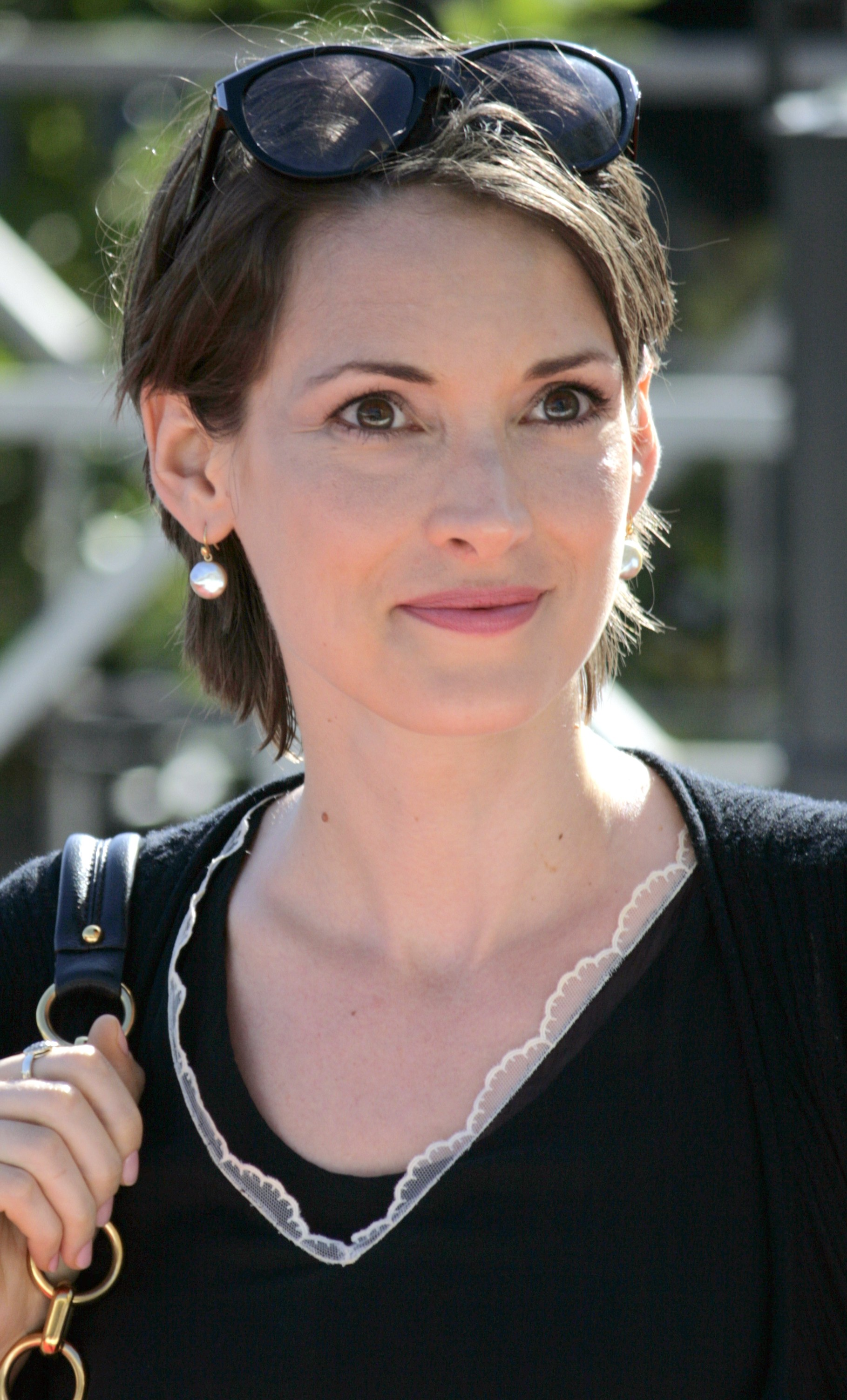
Winona Ryder

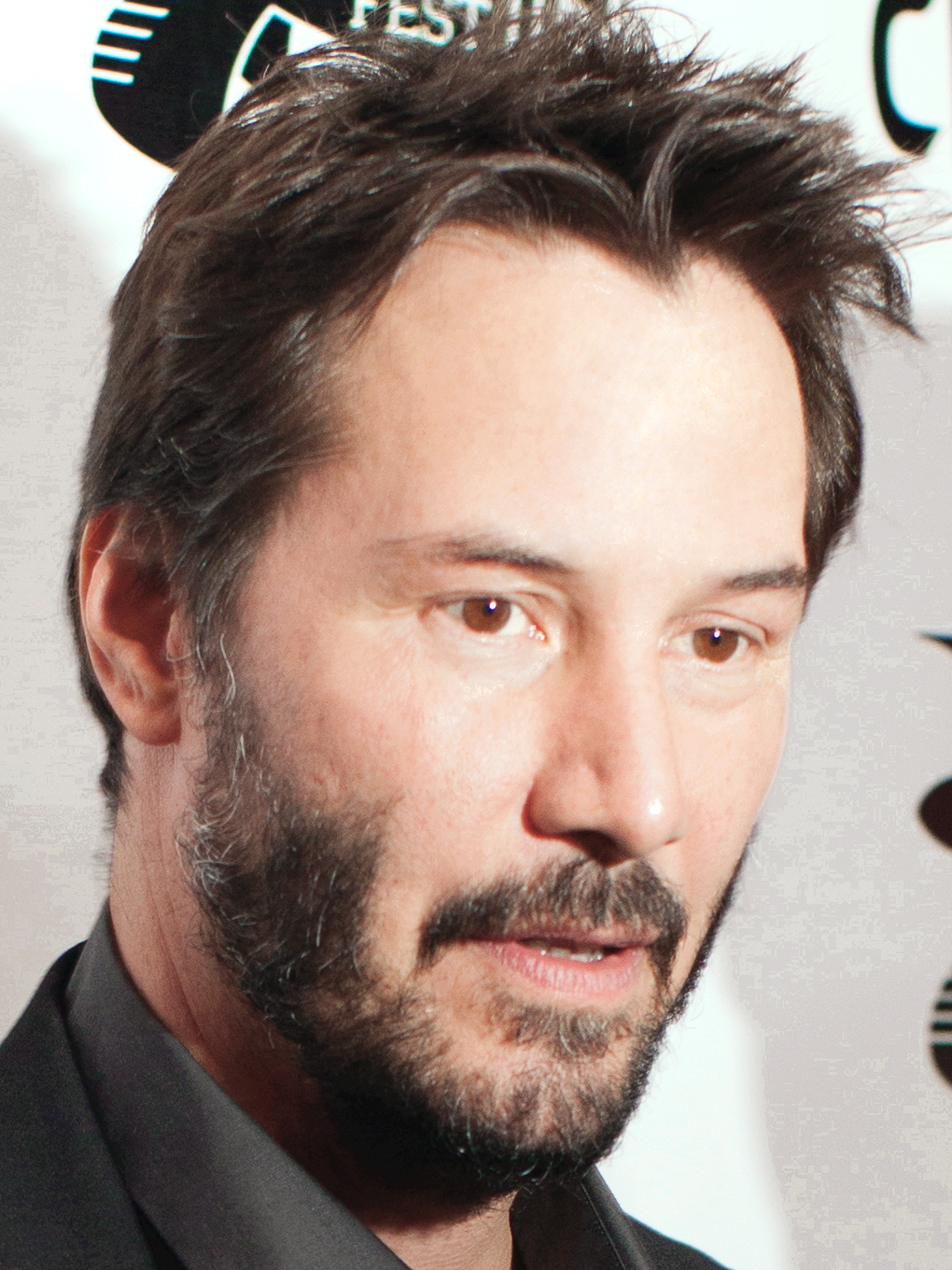
Keanu Reeves

## Doblaje

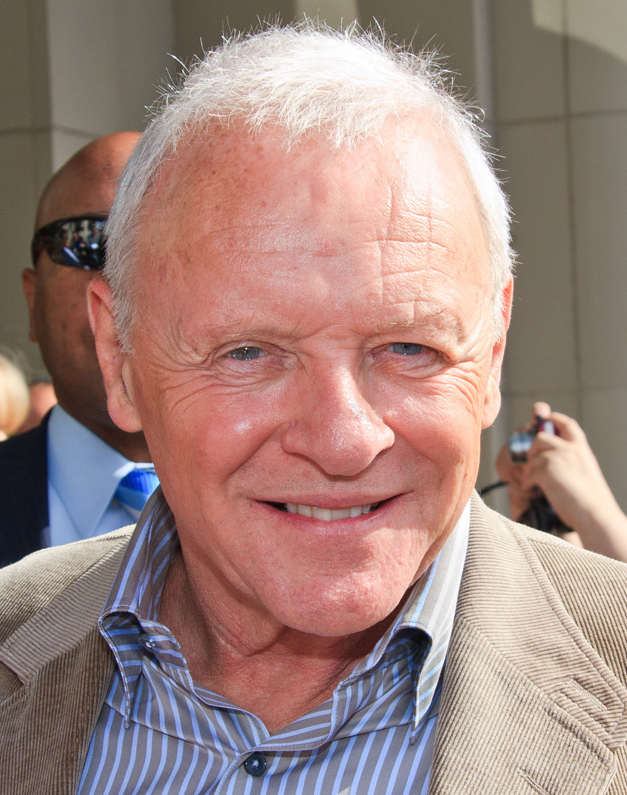
Anthony Hopkins

| Personaje            | Actor original   | Actor de doblaje      | Redoblaje         | Actor de doblaje                                                                  |
| -------------------- | ---------------- | --------------------- | ----------------- | --------------------------------------------------------------------------------- |
| Mina y Elisabeta     | Winona Ryder     | Queta Leonel          | Natalia Rosminati | Núria Mediavilla                                                                  |
| Conde Drácula        | Gary Oldman      | Arturo Mercado        | Adrián Wowczuk    | * Claudio Rodríguez (Príncipe Vlad y conde Drácula) * Pere Molina (joven Drácula) |
| Jonathan Harker      | Keanu Reeves     | Miguel Ángel Soriano  | Pedro Ruiz        | Luis Posada                                                                       |
| Van Helsing          | Anthony Hopkins  | Rolando de Castro Sr. | Dany de Álzaga    | Camilo García                                                                     |
| Quincey Morris       | Billy Campbell   | Rolando de Castro     | Javier Gómez      | Juan Antonio Bernal                                                               |
| Dr. Jack Seward      | Richard E. Grant | Gustavo López         | Ariel Abadi       | Luis Fenton                                                                       |
| Lord Arthur Holmwood | Cary Elwes       | Óscar Arzamendi       | Martín Gopar      | Armando Carreras                                                                  |

## Producción

### Guion
Se rumoreaba mucho acerca de que Coppola, además de dirigir la película, también sería el encargado de adaptar la novela a un guion cinematográfico. Pero finalmente, los productores le cedieron la tarea a James V. Hart, ya que llevaba bastante tiempo trabajando con una adaptación de la novela original.
Ha habido mucha controversia acerca de la lealtad del guion de Hart a la novela de Bram Stoker, y actualmente esta película es considerada la mejor adaptación a la obra de Stoker, ya que si bien aparecen en ella todos los personajes, sus personalidades son tergiversadas. Drácula en el castillo aparece con un aspecto decrépito y un peinado estrafalario, y cuando llega a Londres y rejuvenece se convierte en un petimetre. Las dos jóvenes, Lucy Westenra y Mina Murray, también son deformadas: de lo que en la novela son delicadas y refinadas, en la película son lo contrario: Lucy Westenra es una pelirroja coqueta y seductora, y Mina Harker le es infiel a su esposo Jonathan Harker, pues se enamora de Drácula y tiene un romance con él; este idilio no existe en absoluto en la novela, pues Mina le es fiel.

### Dirección
El filme está dirigido por Francis Ford Coppola. Los productores habían pensado en otros directores de géneros de terror como William Friedkin o John Carpenter, pero finalmente optaron por Coppola. Muchos de los productores dudaban acerca de si Coppola cumpliría las expectativas, ya que últimamente este director sufría múltiples problemas financieros debido a desastres cinematográficos; había dirigido películas de gran costo, pero escasa recaudación, como El padrino III o Apocalypse Now. Coppola esta vez se fijó más en bienes creativos que económicos y puso todo su empeño en hacer innovaciones que nunca se habían hecho, y finalmente no solo cumplió los requisitos de la película, sino que hizo que fuese una de las películas más taquilleras del año. Hay que sumar también que fue una de las películas que salvaría al director de su crisis tanto económica como profesional, haciendo que Coppola recuperara su prestigio perdido en el mundo del cine.

### Música

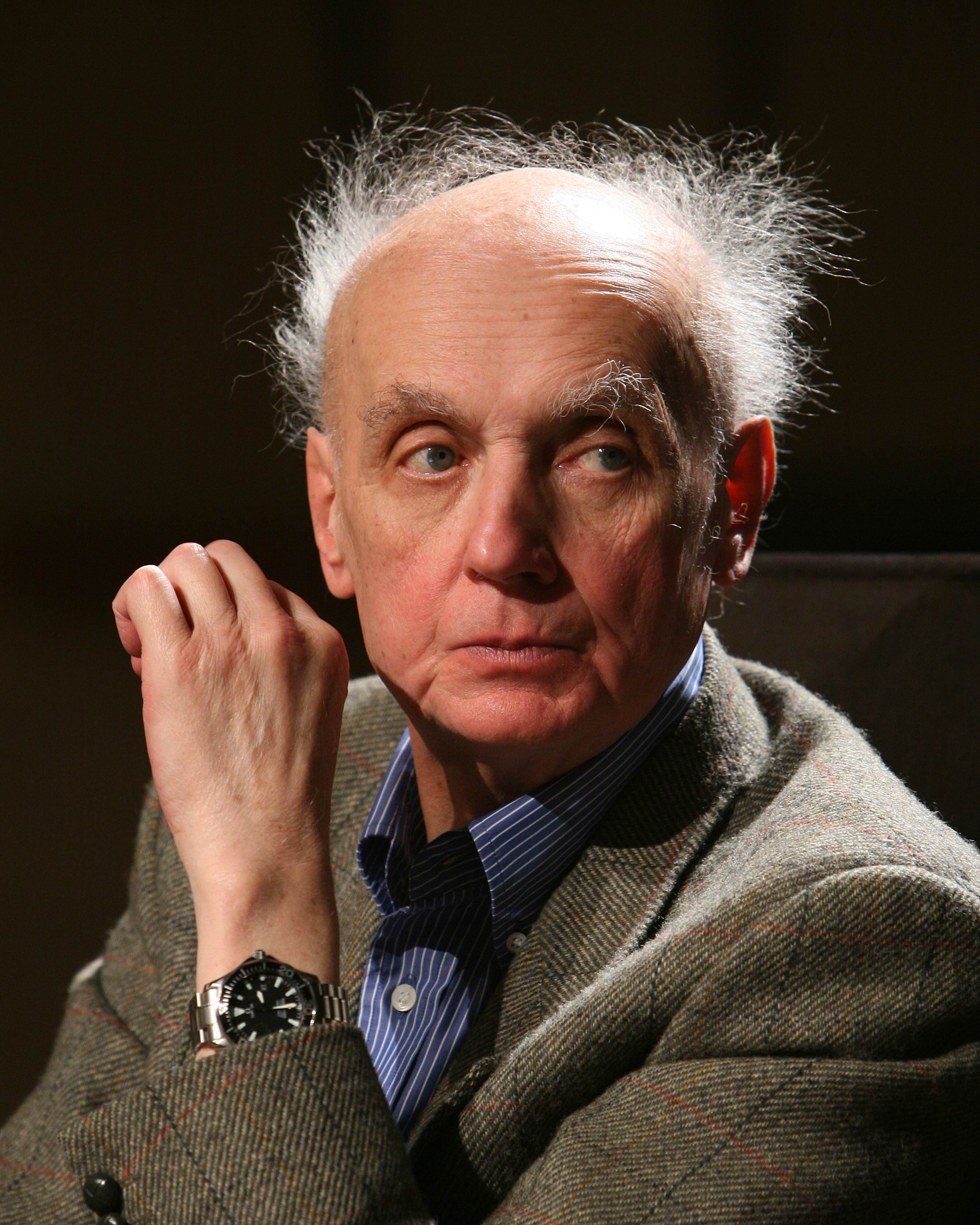
Wojciech Kilar, compositor de la banda sonora.

La banda sonora original estaba compuesta por el compositor polaco Wojciech Kilar, que conocería a Coppola en uno de sus conciertos en Francia, y al que ofrecería un debut en los Estados Unidos componiendo la música de la película.
Su música estuvo a punto de ser propuesta como candidata al Oscar, pero por determinaciones desconocidas de los productores, no querían que la música de Kilar fuera seleccionada.
El tema principal de la película, "Love Song for a Vampire" (Canción de amor para un vampiro), fue escrita por Annie Lennox, que juntándola con el trabajo de Kilar, saldría al mercado en un disco con la banda sonora y los temas interpretados por Lennox. Este disco cosechó un gran éxito en los Estados Unidos, y también en gran parte de Europa, especialmente en Polonia, con la razón de que era el debut de un compositor polaco en el cine estadounidense.
La música se caracteriza por su dramatismo y su capacidad para evocar una sensación de misterio y horror. Utilizando una combinación de instrumentación orquestal y coros poderosos, Kilar crea una partitura que refleja a la perfección la dualidad entre el romance y la oscuridad que define a la historia del Conde Drácula.

## Escenas eliminadas
Debido a constantes críticas hacia la película por sus escenas violentas y en muchos casos desalentadoras, la producción no tuvo más remedio que cortar muchas de las escenas de la película hasta finalizarla con 120 minutos de duración, pero supuestamente, con las escenas recortadas, el filme debería haber durado 145 minutos. Muchos fanáticos de la novela se quejaron al respecto, ya que una desintegración de la película equivaldría a menor expresión creativa del libro. Poco después del estreno de la película, circularon estas escenas cortadas de la película por las incipientes webs. Finalmente, cuando salió a la venta la versión de la película en VHS y DVD, se incluirían tales escenas suprimidas, y mostrando así al público, una versión más extendida, en la que se incluían escenas bastante sarcásticas, incluso desnudos de Winona Ryder.

## Recepción
La película a pesar de todo tendría una buena aceptación por parte de los críticos. La calificaron como la mejor adaptación cinematográfica de la novela que se había hecho nunca, ya que actualmente hay innumerables adaptaciones de la obra de Stoker. La reacción de los críticos, en general, fue positiva, pero se cuestionó mucho la fidelidad al argumento de la novela. Además, Keanu Reeves recibió bastantes críticas del público por su interpretación de Jonathan Harker. Sin embargo, el filme fue un notable éxito de taquilla, recaudando USD 82 522 790 en su país de origen y USD 133 339 902 en el resto del mundo, con una recaudación total de USD 215 862 692, convirtiéndose en la adaptación de la novela más exitosa comercialmente hasta la fecha. La representación de Drácula por parte de Gary Oldman fue alabada por muchos críticos y ganó el Premio Saturn al Mejor Actor.

## Comercialización
- La comercialización de la película incluía un juego de mesa, un pinball y videojuegos para Super Nintendo, Nintendo Entertainment System, Game Boy, Sega Genesis, Game Gear, Commodore Amiga y Sega CD.

- Además, publicaron un cómic de la película obra de Roy Thomas y Mike Mignola[27] y 100 cartas coleccionables lanzadas por la compañía Topps.

- También se produjeron varias figuras de acción basadas en la película.